# Jérôme Franel
Pour les articles homonymes, voir Franel.
Ami Jérôme Franel (1859-1939) était un mathématicien suisse spécialisé en théorie analytique des nombres. Il est principalement connu par un article publié en 1924, dans lequel il démontre l'équivalence de l'hypothèse de Riemann à une affirmation sur la taille de la discrépance des suites de Farey, et qui est directement suivi d'un développement sur le même sujet par Edmund Landau.
Jérôme Franel était originaire de Provence (canton de Vaud, Suisse). Il est né le 29 novembre 1859 à Travers (canton de Neuchâtel, Suisse), et mort à Zürich le 21 novembre 1939.
George Pólya a dit de lui qu'il était une personne particulièrement séduisante ("an especially attractive kind of person") et un excellent enseignant ; et qu'il partageait son temps entre l'enseignement et la passion qu'il avait pour la littérature française, de sorte qu'il n'avait que peu d'énergie à consacrer à la recherche ; et également qu'à sa retraite il s'est attaqué à l'hypothèse de Riemann.

## Jeunesse et études
Il passe sa jeunesse à Travers avec ses 12 frères et sœurs. Il obtient un baccalauréat es sciences à l'École industrielle de Lausanne. Il poursuit ses études à la section de mathématiques et physique de l'École polytechnique fédérale de Zürich, puis à Berlin où il suit les cours de Weierstrass, Kronecker et Kummer, et finalement à Paris où il suit les cours d'Hermite. Le 15 septembre 1883 il est licencié ès sciences mathématiques de l'Académie de Paris.

## Carrière
Il enseigne deux ans à l'École industrielle de Lausanne, puis est nommé par le Conseil fédéral à la chaire de mathématiques en langue française de l'École polytechnique fédérale de Zürich le 1er avril 1886, à l'âge de 26 ans.
En 1896, il fait partie du comité d'organisation du premier Congrès international des mathématiciens, qui se tient à Zürich en 1897. C'est alors lui qui lit l'exposé d'ouverture de Henri Poincaré, qui est souffrant. En 1905 l'Université lui décerne le titre de docteur honoris causa, et la ville de Zürich celui de bourgeois d'honneur. Sous sa présidence (1905-1909) l'École polytechnique subit une complète restructuration qui l'affranchit de la tutelle de l'Université de Zürich. Il plaide alors (en 1907) pour que l'École obtienne la possibilité de décerner des doctorats (privilège qui était jusqu'alors, à Zürich, réservé à l'Université). Ce droit est obtenu en 1908, et les premiers doctorats décernés en 1909. Il enseigne à l'EPFZ jusqu'en 1929.